# Semana Santa en Castilla-La Mancha

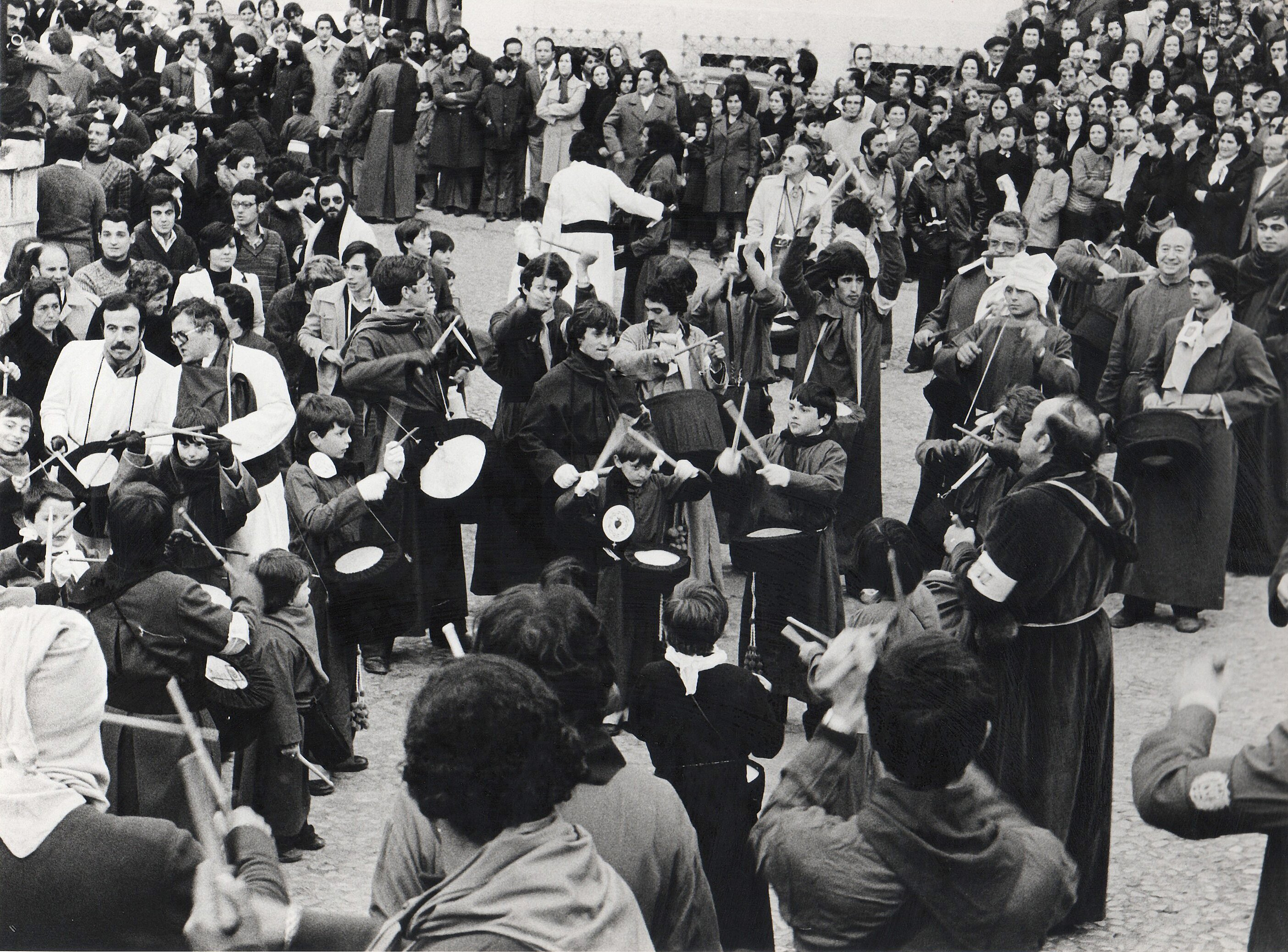
Las turbas, Cuenca. Años 70.

En Castilla-La Mancha, la Semana Santa se vive de manera intensa y diversa, con manifestaciones que combinan fervor religioso, música procesional, arte sacro e importantes tradiciones populares transmitidas de generación en generación. Esta celebración, profundamente arraigada en la identidad cultural de los municipios, tiene raíces que se remontan al siglo XVI, cuando comenzaron a formarse las primeras cofradías de penitencia en ciudades como Cuenca, Toledo y Ciudad Real. Estas hermandades surgieron en el contexto de la Contrarreforma, como medio de expresión de la religiosidad popular y con el objetivo de fomentar la piedad y el recogimiento a través de desfiles procesionales, actos litúrgicos y obras de caridad.
A lo largo de los siglos, las cofradías fueron creciendo en número y complejidad organizativa, adoptando reglamentos internos y enriqueciendo su patrimonio con pasos procesionales, estandartes, túnicas y bandas de música. En muchas localidades, estas instituciones adquirieron un papel central no solo durante la Semana Santa, sino también en la vida religiosa y social del año. Hoy, Castilla-La Mancha conserva un valioso legado semanasantero que refleja tanto la evolución de la espiritualidad popular como la riqueza artística de la región, con influencias castellanas, andaluzas y levantinas según la zona.

## Provincia de Albacete
En la provincia de Albacete, destacan numerosas celebraciones. Las Semanas Santas de El Bonillo, La Roda, Villarrobledo y Chinchilla de Montearagón han sido declaradas de Interés Turístico Regional por su riqueza cultural, litúrgica y procesional. 
Especial mención merecen las tamborradas de Hellín —cuya Semana Santa ha sido declarada de Interés Turístico Internacional— y Tobarra, que ostenta el reconocimiento de Interés Turístico Nacional. En ambas localidades, los toques de tambor, que se extienden durante horas sin interrupción (hasta 104 horas ininterrumpidas en Tobarra), constituyen una de las manifestaciones más intensas del sentimiento semanasantero. En 2018, la tamborradas fueron declaradas Patrimonio Inmaterial de la Humanidad por la UNESCO, en la que se incluyen las de Hellín, Tobarra, Agramón y  Caudete. 
La Semana Santa de la capital, Albacete, también cuenta con la declaración de Interés Turístico Nacional, con pasos procesionales de notable valor artístico y la participación de numerosas cofradías. Destacando el Lunes Santo, cuando se realiza una procesión protagonizada por niños que portan reproducciones a escala de los principales pasos.

## Provincia de Ciudad Real
En Ciudad Real, la Semana Santa es igualmente significativa. La de la capital ha sido declarada de Interés Turístico Nacional, con una intensa programación de procesiones que atraviesan el casco histórico. La programación de procesiones, que recorre el casco histórico, involucra a más de 7.000 cofrades y 24 hermandades, y se extiende durante toda la Semana Santa, con momentos emblemáticos como la procesión del Silencio o la del Santo Entierro. 
Una mención especial merece la Ruta de la Pasión Calatrava, que aglutina las celebraciones de municipios como Aldea del Rey, Almagro, Bolaños de Calatrava, Calzada de Calatrava, Granátula de Calatrava, Miguelturra, Moral de Calatrava, Pozuelo de Calatrava, Torralba de Calatrava y Valenzuela de Calatrava, reconocidas en conjunto como Fiesta de Interés Turístico Nacional desde 2016. En esta ruta, destacan tradiciones como los "armaos" y representaciones vivientes de la Pasión con antiguos romances y músicas propias de cada localidad. 
La Semana Santa de Daimiel combina tradición y devoción popular, mientras que la de Campo de Criptana, conocida por su imponente imaginería y sobriedad, ostenta el reconocimiento de Interés Turístico Regional.

## Provincia de Cuenca
La Semana Santa de Cuenca está declarada de Interés Turístico Internacional y es una de las más singulares de España. A lo largo de nueve días, 32 procesiones organizadas por 33 hermandades, muchas de ellas con varios siglos de historia, recorren las principales calles del casco histórico, declarado Patrimonio de la Humanidad por la UNESCO. Famosa por sus procesiones silenciosas y su extraordinario valor artístico, destacan actos como el "Camino del Calvario", conocido popularmente como la procesión de las Turbas, en la madrugada del Viernes Santo. En ella, una multitud de turbos —figuras que representan a quienes se burlaban de Cristo camino del Calvario— acompañan al Nazareno entre gritos, tambores y cornetas desafinadas.
También destaca la Semana Santa de Tarancón, declarada de Interés Turístico Regional, con pasos portados a hombros por los propios cofrades y una notable participación ciudadana.

## Provincia de Guadalajara
Aunque menos conocida que en otras provincias, la Semana Santa de Guadalajara capital conserva un marcado carácter religioso y tradicional, con procesiones organizadas por antiguas cofradías. El Jueves Santo, después de la procesión de Jesús Nazareno y Jesús de la Pasión se celebra el Lavatorio. Allí, el sacerdote lava los pies a los cofrades, y una vez finalizados los santos oficios, todos ataviados con la clásica capa castellana, visitarán las distintas iglesias de la ciudad, rezando las estaciones en cada una de ellas.
En otras localidades de la provincia, como Molina de Aragón o Sigüenza, también se celebran procesiones de interés histórico y cultural.

## Provincia de Toledo
La Semana Santa en la provincia de Toledo es especialmente notable en la capital. La Semana Santa de Toledo, declarada de Interés Turístico Internacional, se desarrolla en un entorno monumental único, con procesiones que recorren el laberíntico casco histórico, declarado Patrimonio de la Humanidad por la UNESCO, iluminado por antorchas, y pasos de gran valor artístico que recorren calles adoquinadas. Una de las procesiones más destacadas es la del Cristo de la Buena Muerte, que parte en la medianoche del Miércoles Santo desde el Convento de San Clemente, en absoluto silencio, solo roto por el eco de los tambores y el crujido de los pasos sobre la piedra. También es emblemática la procesión del Viernes Santo en la que participa el Cristo de la Vega, una talla con leyenda literaria recogida por Zorrilla, que despierta gran devoción popular.
En la provincia destacan otras celebraciones como la de Ocaña (de Interés Turístico Nacional), documentada desde el siglo XVI, es una de las más antiguas y solemnes de Castilla-La Mancha. También las de Talavera de la Reina, Carmena, Villacañas, Corral de Almaguer y Quintanar de la Orden, muchas de las cuales conservan tradiciones centenarias, como la representación de autos sacramentales, viacrucis vivientes o el uso de elementos simbólicos propios como las "coronas de espinas" y los "encapuchados".

## Galería de imágenes
|                     |
| Tamborada de Hellín |

|                                      |
| Los "armaos" de Bolaños de Calatrava |

|                                           |
| Nuestro Padre Jesús Nazareno, Ciudad Real |

|                           |
| Jesús con la Caña, Cuenca |

|                       |
| Jesús Amarrdo, Cuenca |

|                                            |
| Nuestra Señora de los Dolores, Guadalajara |

|                                 |
| Virgen de las Angustias, Toledo |

|                        |
| Cristo Cautivo, Toledo |